# Groß-Gerau
Groß-Gerau es un municipio y ciudad capital del distrito de Groß-Gerau, en el estado federado de Hesse (Alemania). Su población estimada a finales de 2016 era de 24 695 habitantes.
Se encuentra ubicado al sur del estado, a poca distancia al este del río Rin que lo separa del estado de Renania-Palatinado.